# Саша Г'юз
Саша Г'юз (англ. Sacha Hughes; нар. 8 листопада 1990) — колишня австралійська тенісистка.
Найвищу одиночну позицію світового рейтингу — 150 місце досягла 8 жовтня 2012, парну — 169 місце — 29 жовтня 2012 року.
Здобула 10 одиночних та 2 парні титули.
Завершила кар'єру 2018 року.

## Фінали ITF

### Одиночний розряд: 15 (10–5)
| Легенда          |
| ---------------- |
| Турніри $100,000 |
| Турніри $75,000  |
| Турніри $50,000  |
| Турніри $25,000  |
| Турніри $15,000  |
| Турніри $10,000  |

| Результат | W–L  | Дата     | Турнір                      | Рівень | Покриття | Суперниця        | Рахунок            |
| --------- | ---- | -------- | --------------------------- | ------ | -------- | ---------------- | ------------------ |
| Поразка   | 0–1  | Лис 2008 | ITF Маніла, Філіппіни       | 10,000 | Тверде   | Аю Фані Дамаянті | 6–7(5–7), 2–6      |
| Перемога  | 1–1  | Чер 2009 | ITF Браунсвілл, США         | 10,000 | Тверде   | Ester Goldfeld   | 6–3, 2–6, 6–0      |
| Перемога  | 2–1  | Вер 2009 | ITF Дарвін, Австралія       | 25,000 | Тверде   | Бояна Бобушич    | 6–4, 6–1           |
| Перемога  | 3–1  | Жов 2009 | ITF Маунт-Гамбір, Австралія | 25,000 | Тверде   | Алісія Молік     | 4–6, 6–4, 6–3      |
| Перемога  | 4–1  | Жов 2009 | ITF Порт-Пірі, Австралія    | 25,000 | Тверде   | Алісія Молік     | 3–6, 6–1, 7–5      |
| Перемога  | 5–1  | Лис 2009 | ITF Рок-Гілл, США           | 25,000 | Тверде   | Ані Міячика      | 6–0, 6–4           |
| Поразка   | 5–2  | Лис 2009 | ITF Фінікс, США             | 50,000 | Тверде   | Варвара Лепченко | 0–6, 0–6           |
| Перемога  | 6–2  | Вер 2010 | ITF Аліс-Спрингс, Австралія | 25,000 | Тверде   | Ана Клара Дуарте | 5–7, 6–3, 6–3      |
| Перемога  | 7–2  | Лис 2010 | ITF Есперанс, Австралія     | 25,000 | Тверде   | Чагла Бююкакчай  | 6–2, 6–3           |
| Поразка   | 7–3  | Лис 2010 | ITF Траралґон, Австралія    | 25,000 | Тверде   | Юлія Глушко      | 6–2, 5–7, 6–7(4–7) |
| Поразка   | 7–4  | Лис 2011 | ITF Траралґон, Австралія    | 25,000 | Тверде   | Кейсі Деллаква   | 5–7, 6–7(6–8)      |
| Перемога  | 8–4  | Чер 2012 | ITF Крістінегамн, Швеція    | 25,000 | Ґрунт    | Магда Лінетт     | 6–4, 6–4           |
| Перемога  | 9–4  | Вер 2012 | ITF Кернс, Австралія        | 25,000 | Тверде   | Чжан Лін         | 6–0, 6–2           |
| Поразка   | 9–5  | Вер 2012 | ITF Траралґон, Австралія    | 25,000 | Тверде   | Олівія Роговська | 6–0, 3–6, 2–6      |
| Перемога  | 10–5 | Вер 2012 | ITF Траралґон, Австралія    | 25,000 | Тверде   | Олівія Роговська | 6–2, 7–5           |

### Парний розряд: 4 (2–2)
| Результат | W–L | Дата     | Турнір                   | Рівень | Покриття | Партнерка     | Суперниці                       | Рахунок  |
| --------- | --- | -------- | ------------------------ | ------ | -------- | ------------- | ------------------------------- | -------- |
| Перемога  | 1–0 | Чер 2009 | ITF Браунсвілл, США      | 10,000 | Тверде   | Ешлі Вейнголд | Ester Goldfeld Маколл Гаркінс   | 6–3, 6–3 |
| Поразка   | 1–1 | Сер 2009 | ITF Цяньшань, КНР        | 10,000 | Тверде   | Елісон Бай    | Лян Чень Сунь Шеннань           | 2–6, 4–6 |
| Поразка   | 1–2 | Кві 2012 | ITF Бандаберг, Австралія | 25,000 | Ґрунт    | Саллі Пірс    | Аояма Сюко Намігата Дзюнрі      | 1–6, 5–7 |
| Перемога  | 2–2 | Вер 2012 | ITF Порт-Пірі, Австралія | 25,000 | Тверде   | Саллі Пірс    | Стефані Бенгсон Шанель Сіммондс | 6–4, 6–2 |